# Поклон (мемориальный комплекс)
Мемориальный ансамбль «Поклон» — мемориальный комплекс, расположенный на площади Свободы города Сальска, Ростовская область.

## История
23 апреля 1918 года на месте нынешнего расположения мемориального комплекса прошёл траурный митинг, посвященный памяти первых красноармейцев села Воронцово-Николаевского и станции Торговой, убитых 20—22 апреля около села Средний Егорлык в боях за Советскую власть. Изначально на братской могиле был помещён памятник пирамидальной формы из дерева.
Во время Великой Отечественной войны в братской могиле были похоронены солдаты Советской Армии, полёгшие при обороне города Сальска и села Воронцово-Николаевского в июле-августе 1942 года и во время их освобождения в январе 1943 года.
В 1947 году на братской могиле были проведены работы по благоустройству, на ней поставлена скульптура солдата из гипса. На пирамиде со звездой наверху и надписью «Вечная слава героям, павшим в боях за Родину» прикреплён гипсовый венок.
В 1967 году была проведена реконструкция комплекса, он приобрёл свой современный облик. Скульптор комплекса — В. Л. Глухов, архитектор — Б. В. Игнатенко, оба жители Сальска. Мемориал представлял собой стрелу из светло-розовой мраморной крошки, семь метров в высоту, укреплённую на земляной возвышенности. Прежний памятник со скульптурой солдата был перенесен на городское (ныне старое) кладбище и установлен на братской могиле. 
В 1972 году на площади Свободы г. Сальска были перезахоронены останки первого посла Советской России в Иране И.О. Коломийцева, на его могиле установлена мемориальная гранитная плита.
В 1975 году на братской могиле, за возвышенностью, помещены девять надгробий. В них вмонтированы плиты из белого уральского мрамора, где выгравированы 177 фамилий похороненных солдат.
В 1981 году возле братской могилы похоронен Герой Советского Союза, житель Сальска, Б. И. Терентьев.
К памятнику ведет аллея, вымощенная плиткой.

В 2005 году на аллее были установлены гранитные постаменты с барельефами, скульптурные изображения Героев Советского Союза — сальчан: В. Я. Захарова, Е. И. Мандрыкина, А. Г. Митяшкина, М. Е. Пивоварова, С. В. Рыбальченко, Ф. Н. Самохвалова, Б. И. Терентьева, Н. И. Филоненко, Героя России В. Н. Горина. Все памятники изготовлены в Ростовском отделении Союза художников России (рук. С. Н. Олешня). В июне 2024 года на аллее установлен гранитный постамент Героя Российской Федерации А.Н. Гойняка.

Аллея героев на площади Свободы г. Сальска
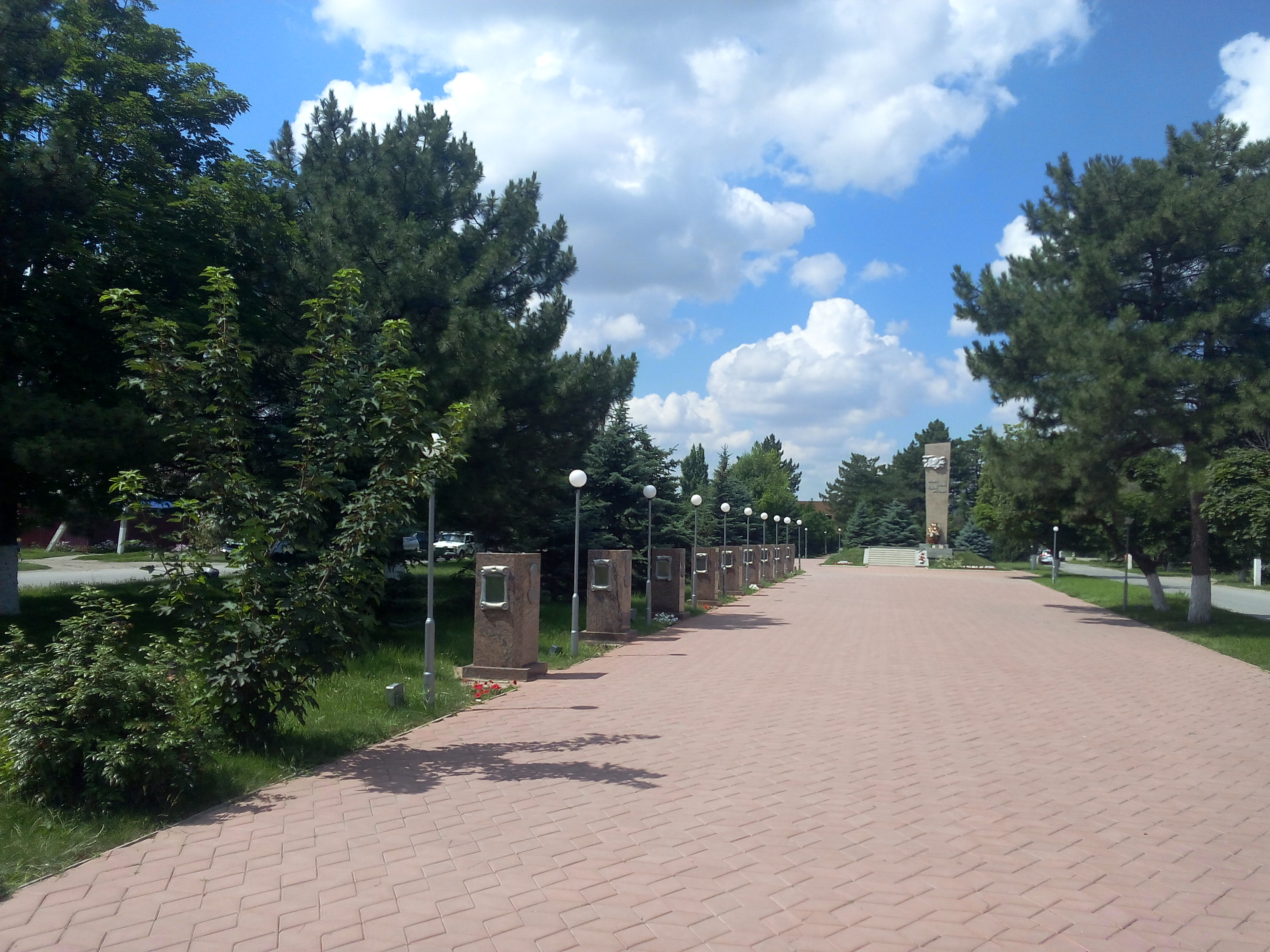
Аллея героев
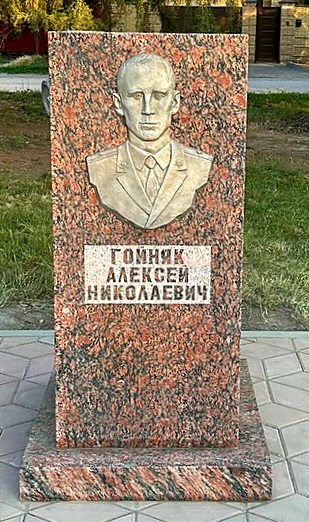
Гойняк А.Н.
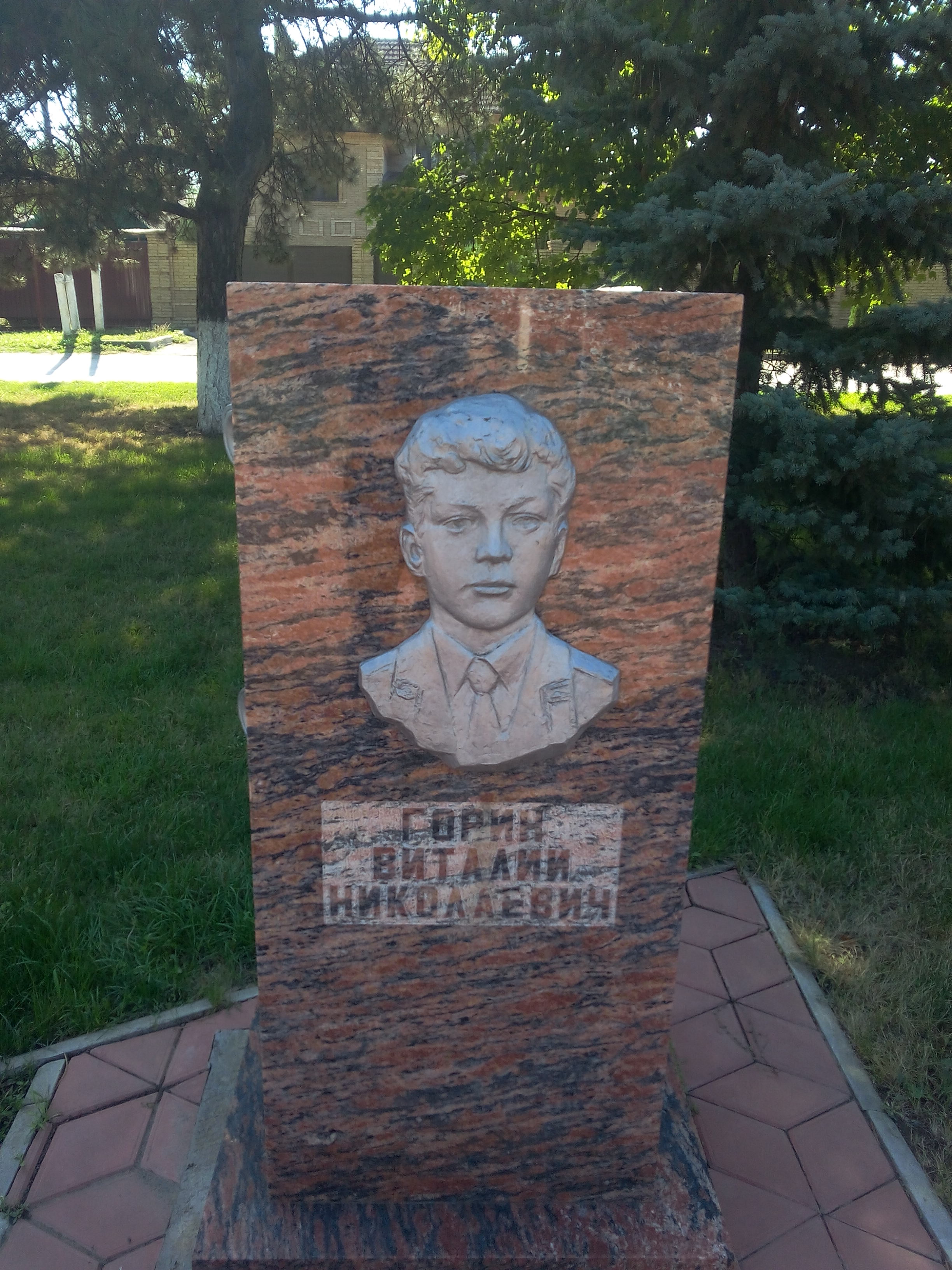
Горин В.Н.
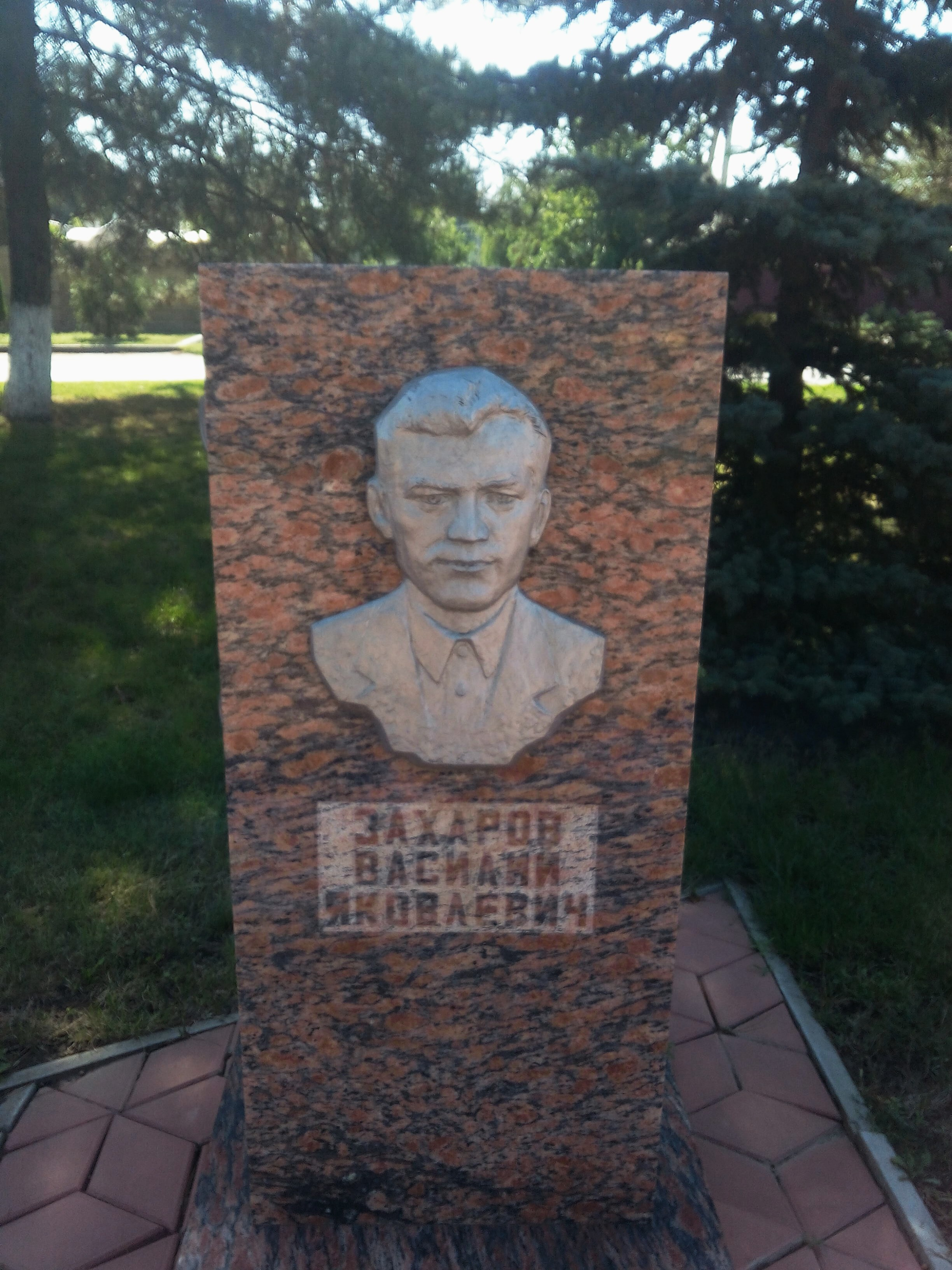
Захаров В.Я.
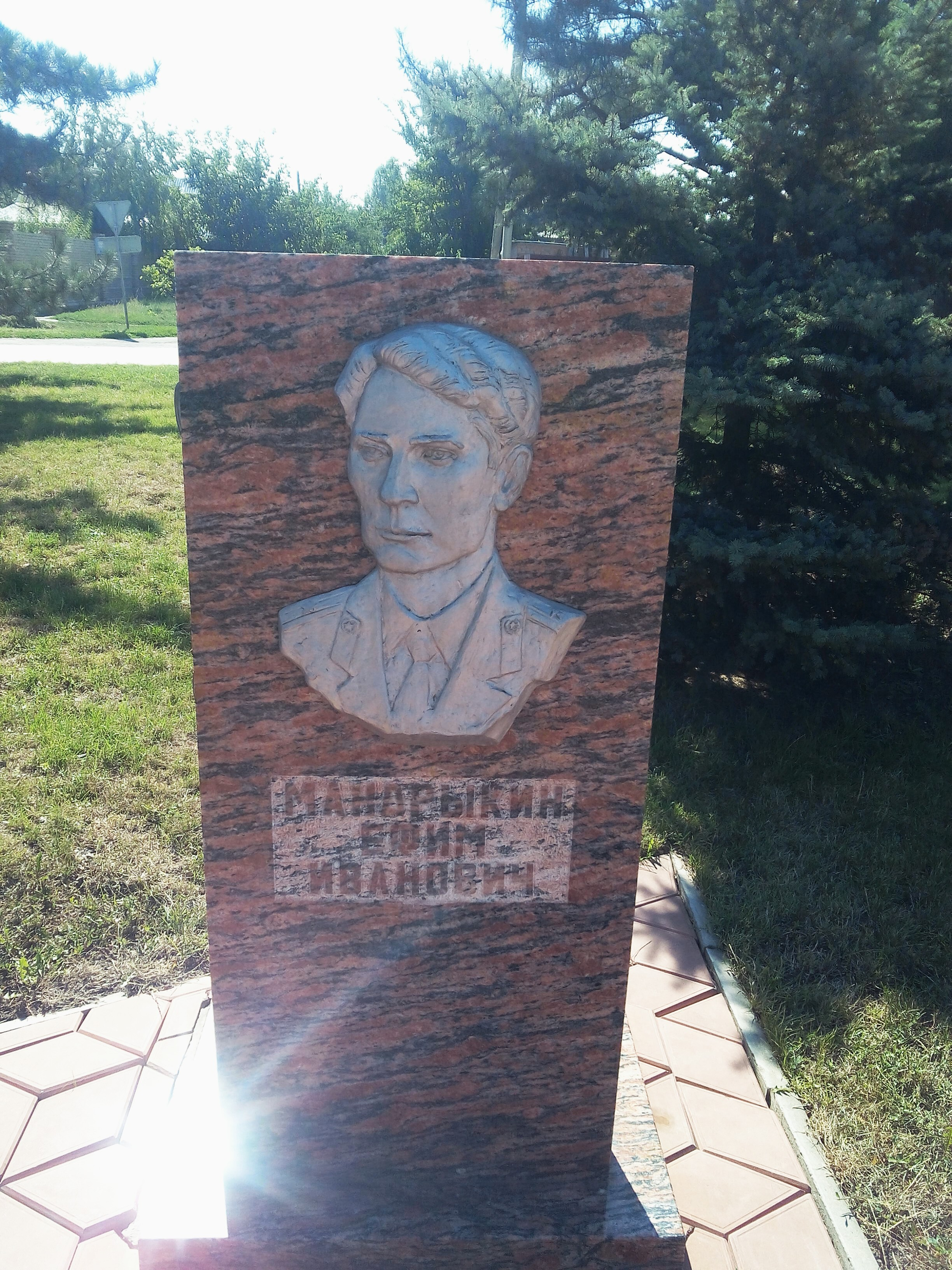
Мандрыкин Е.И.
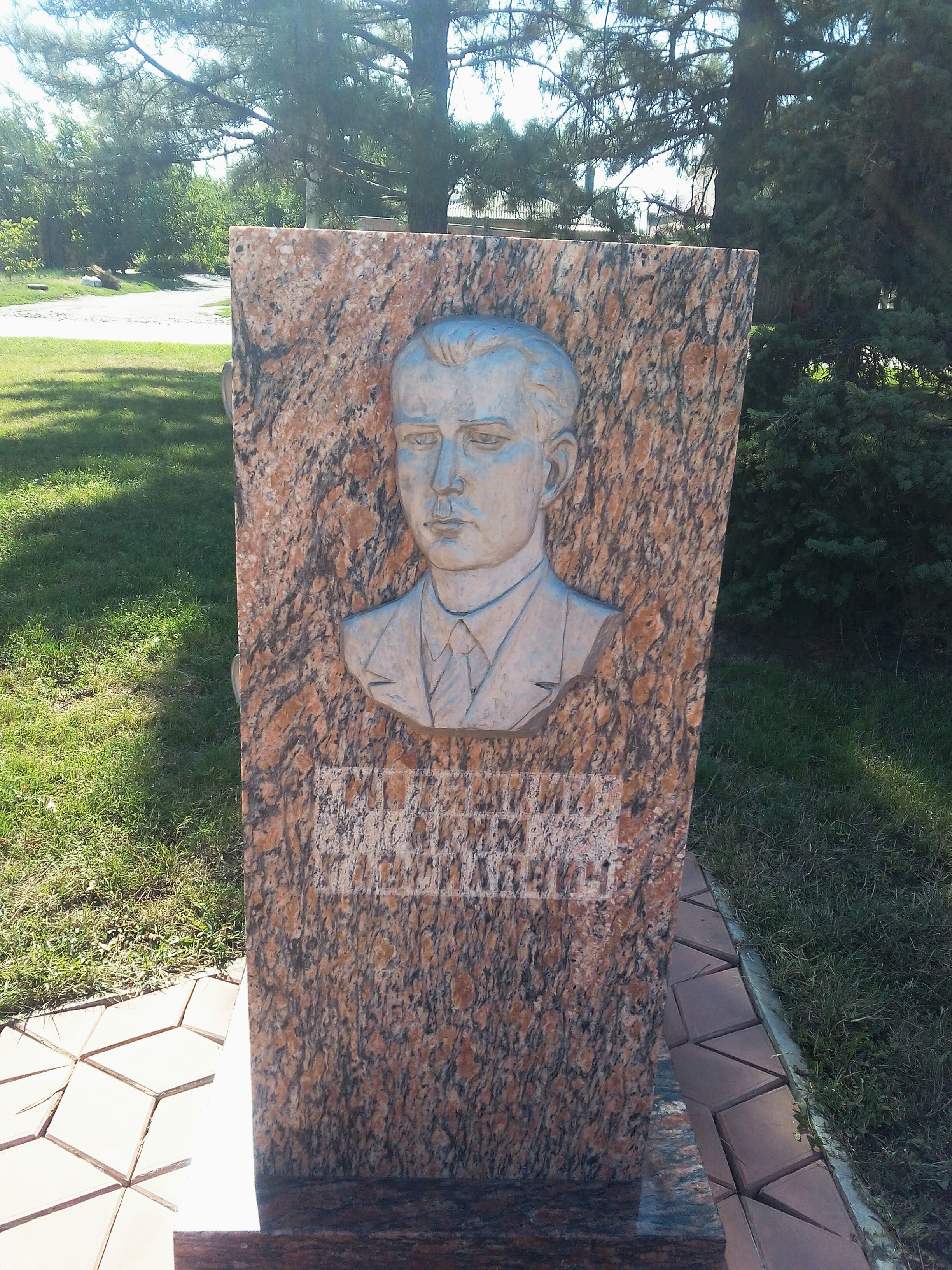
Митяшкин А.Г.
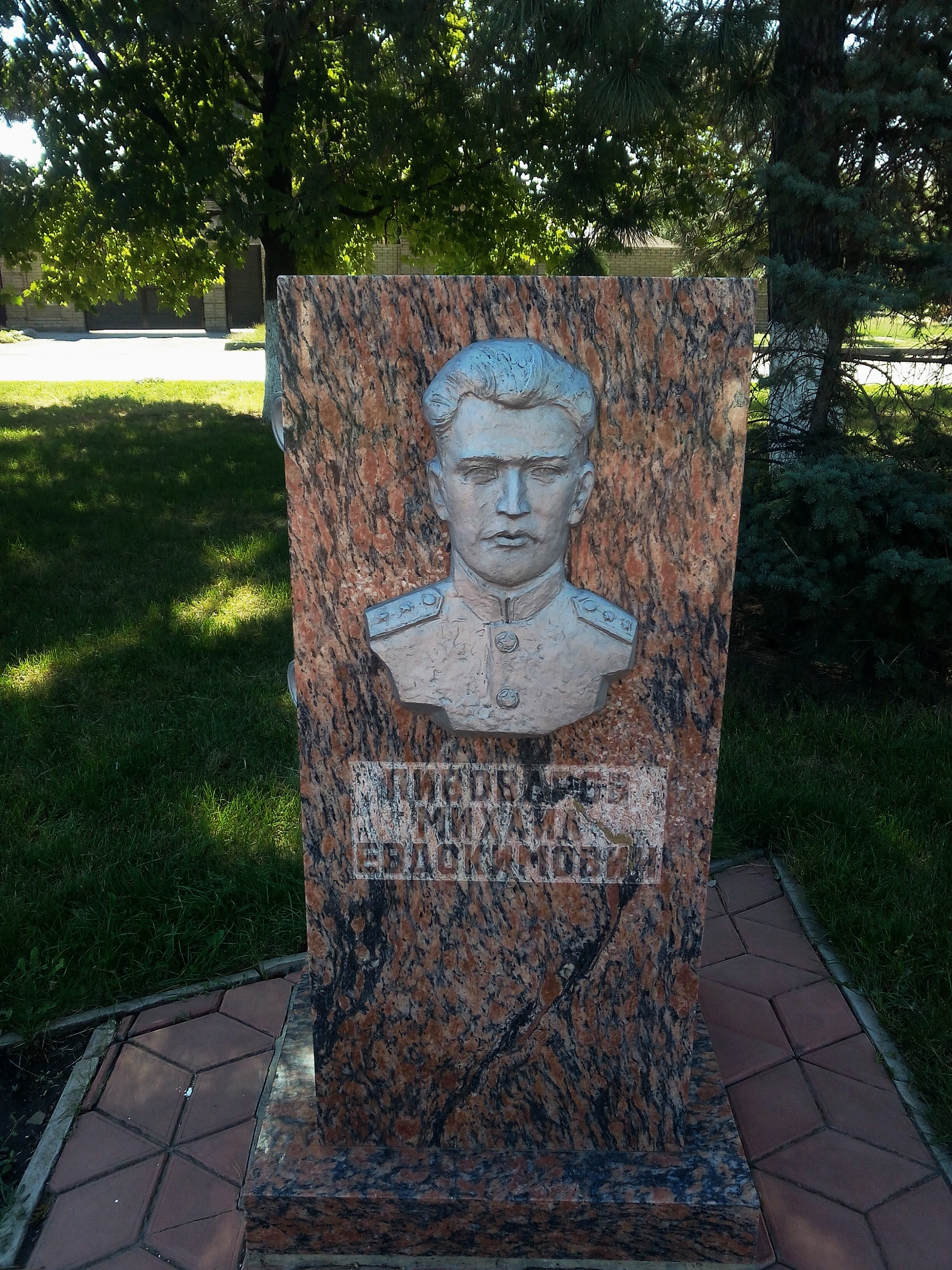
Пивоваров М.Е.
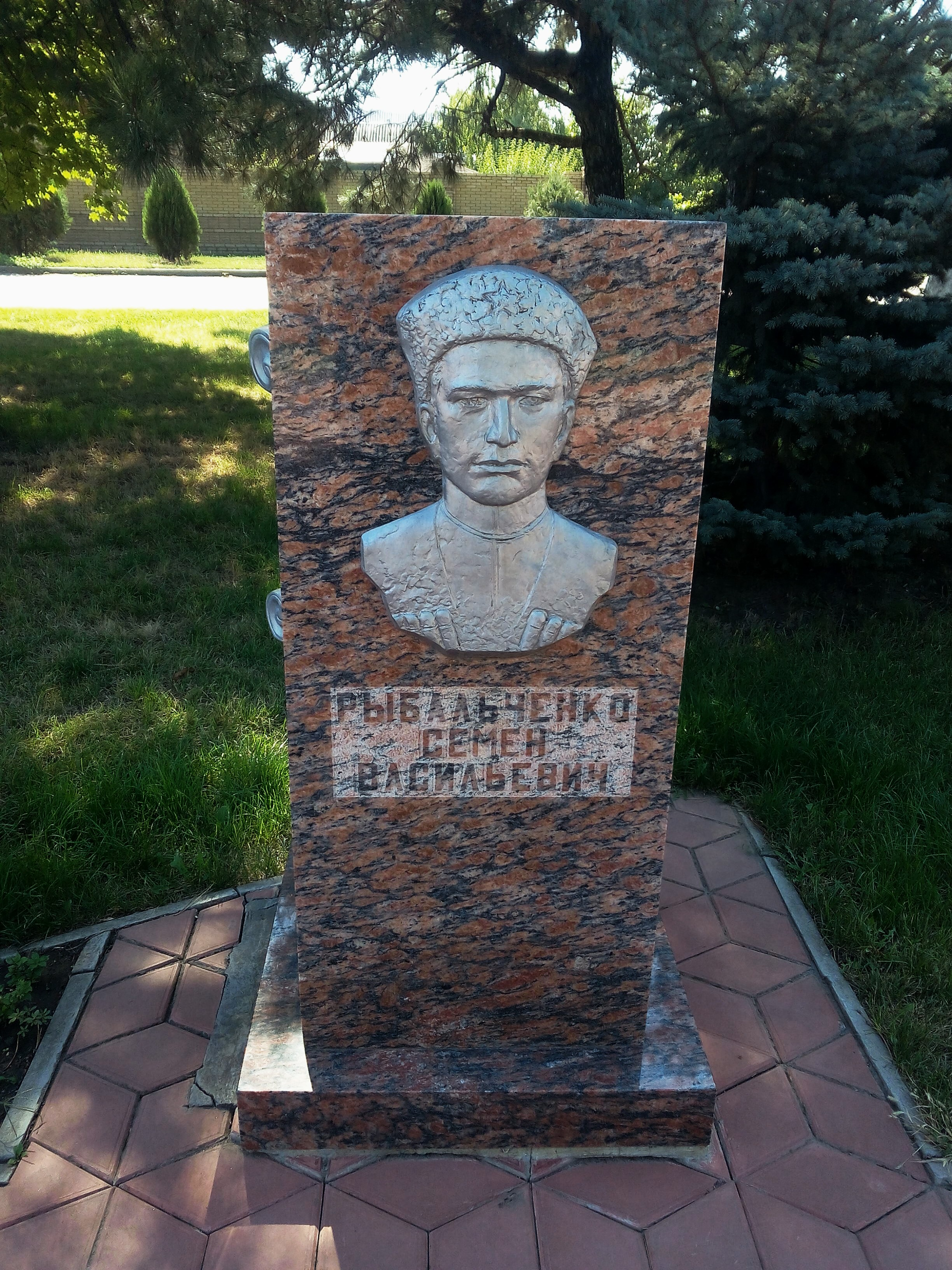
Рыбальченко С.В.
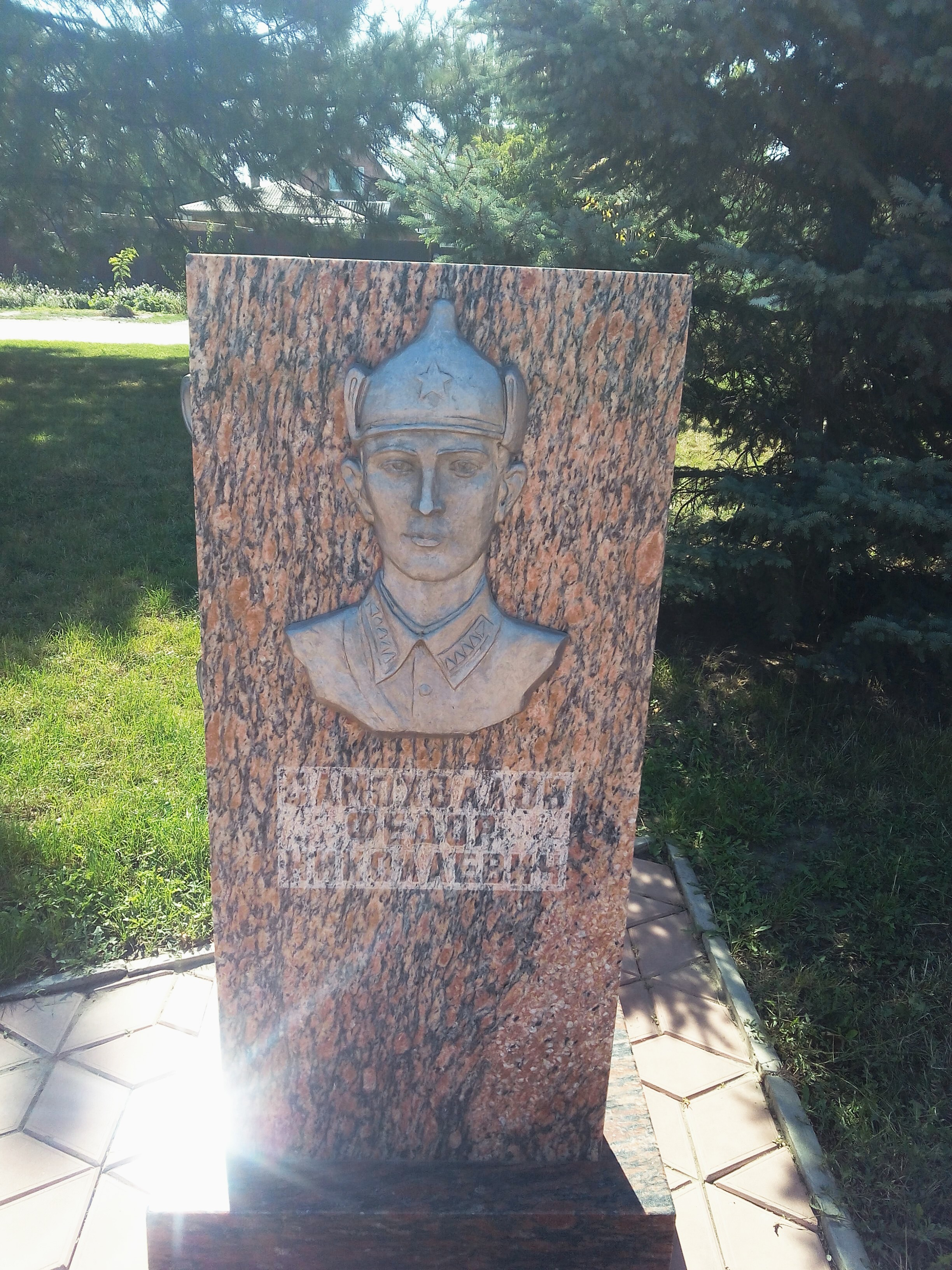
Самохвалов Ф.Н.
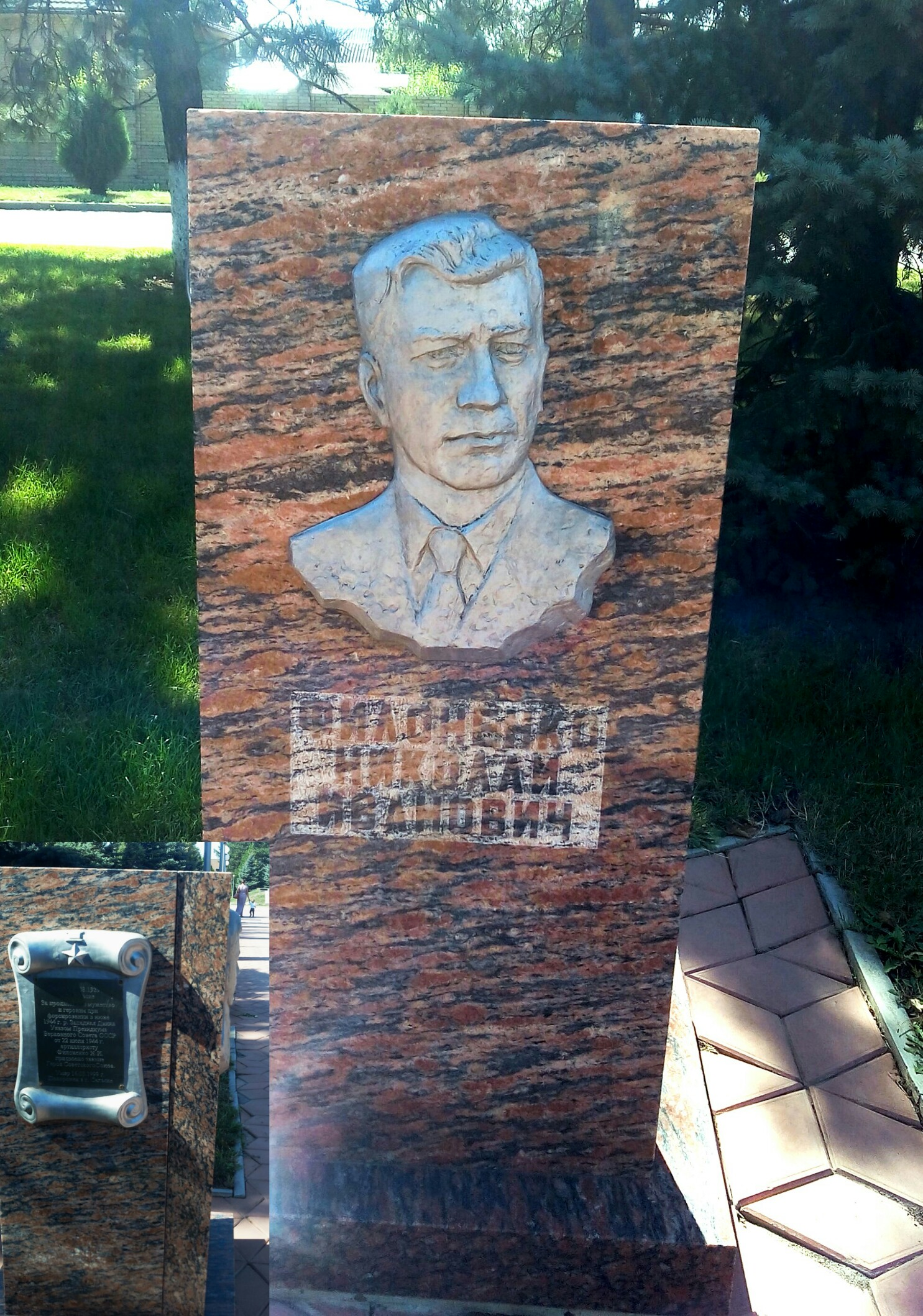
Филоненко Н.И.
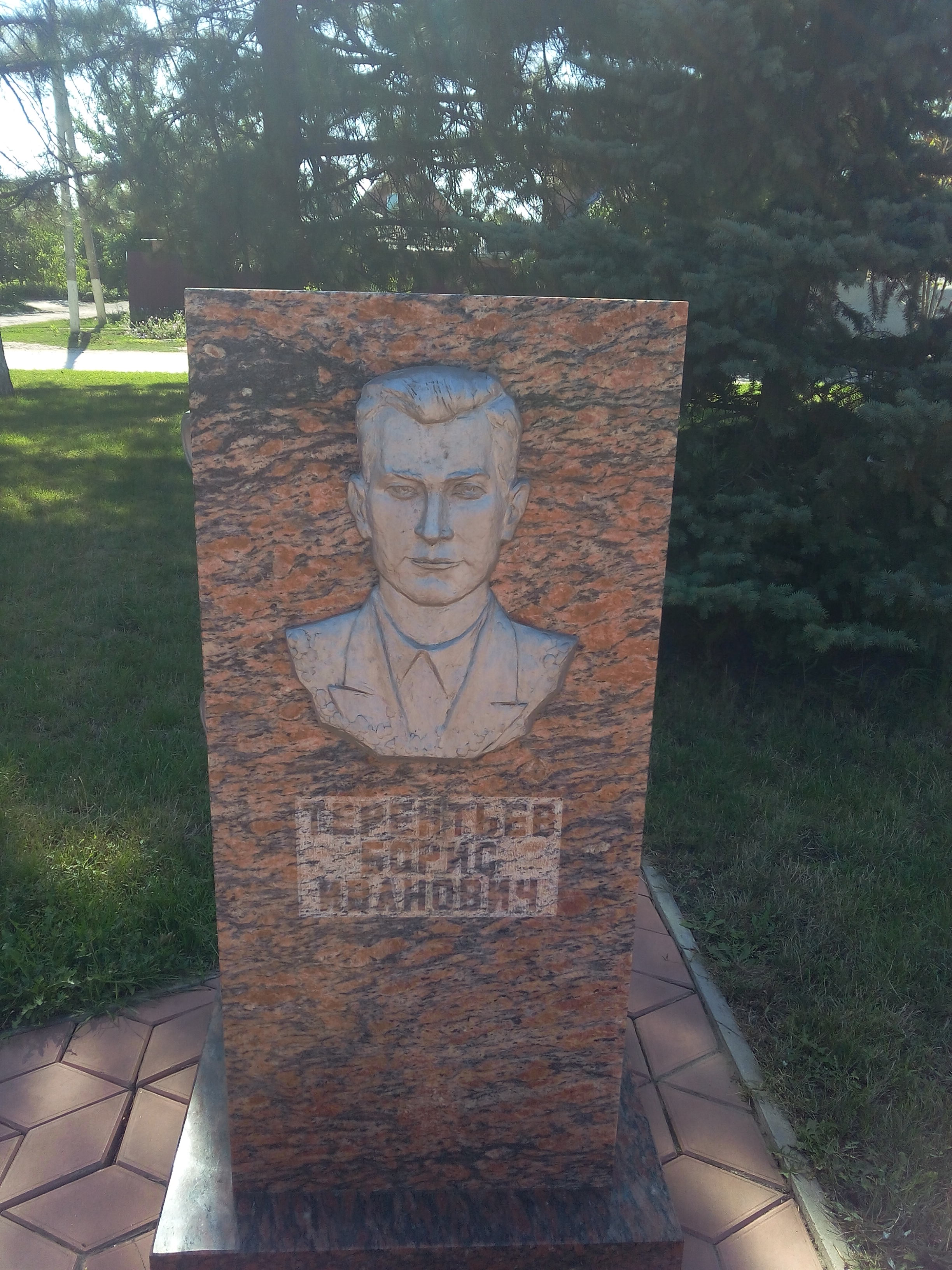
Терентьев Б.И.

## Фотогалерея

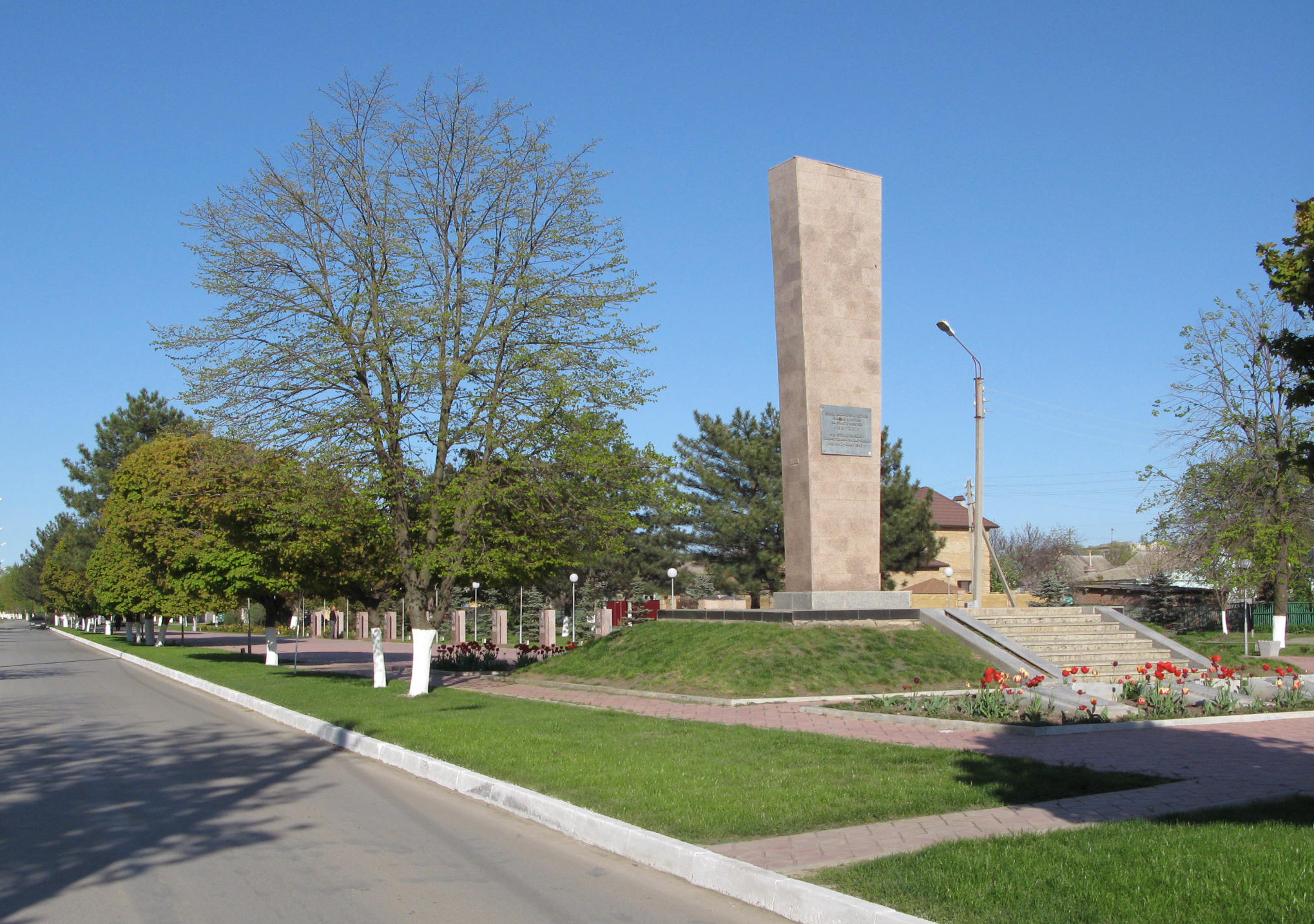
Площадь Свободы
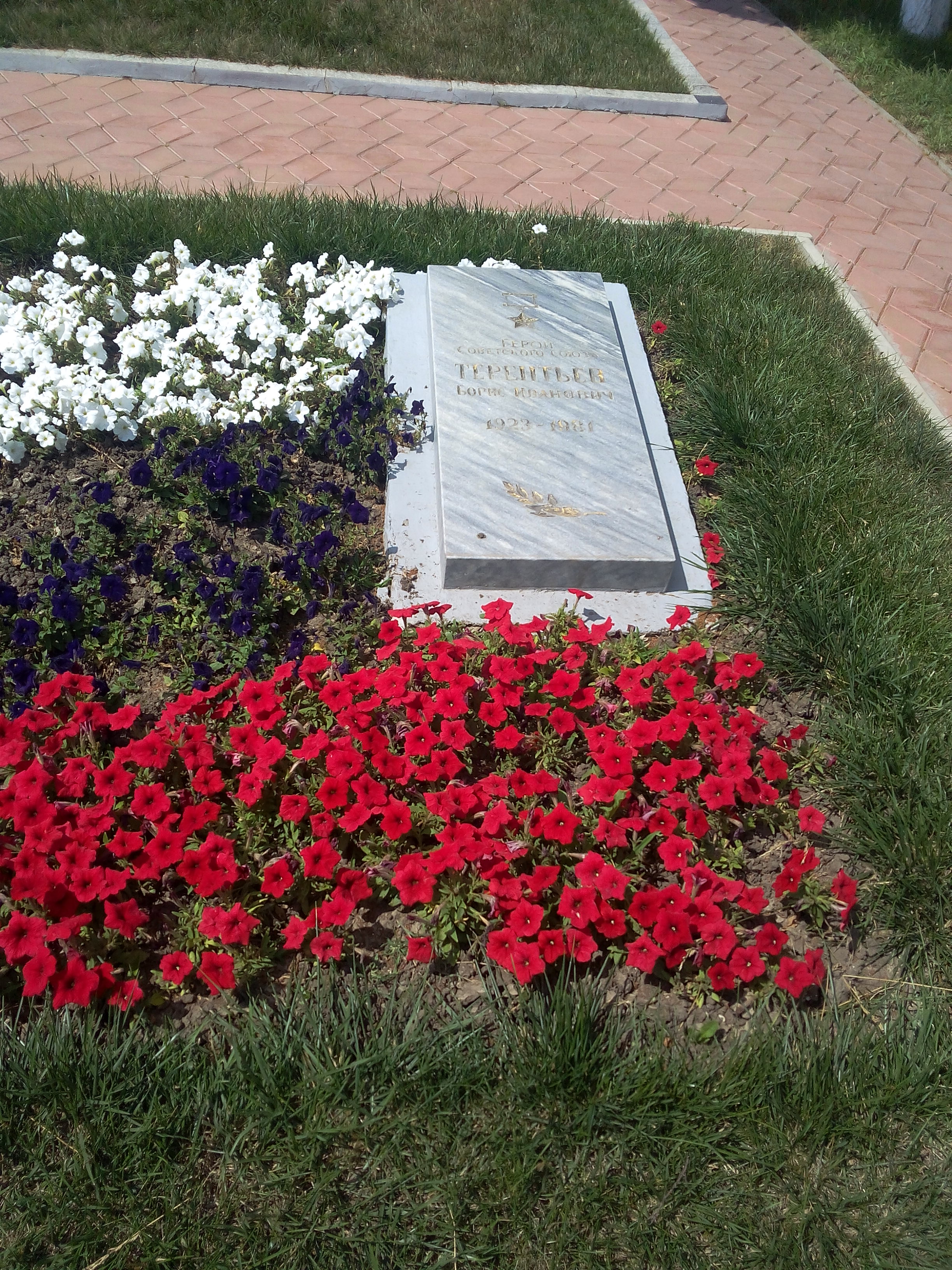
Мемориальная плита на могиле Терентьева Б.И.
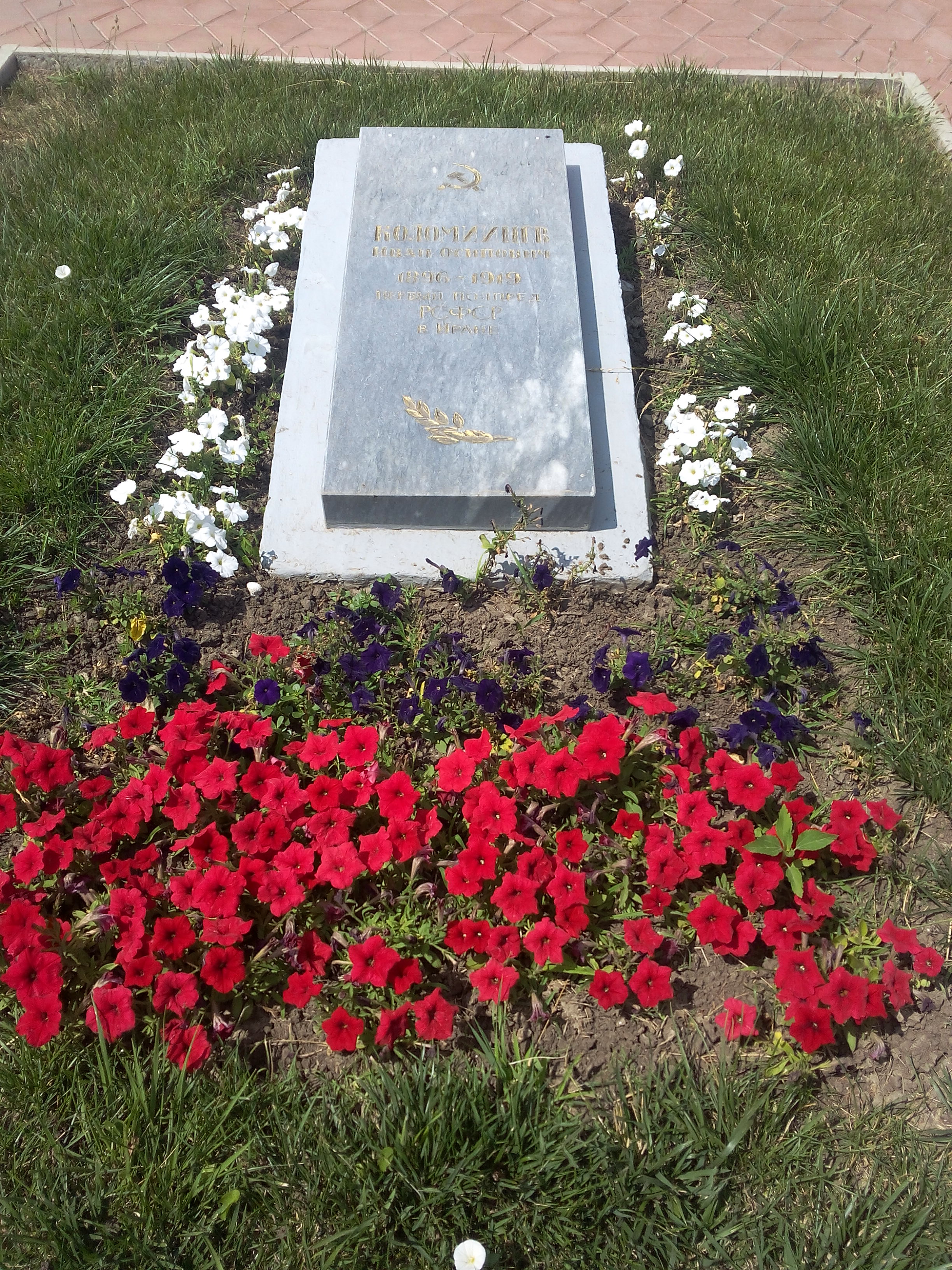
Мемориальная плита на могиле Коломийцева И.О.
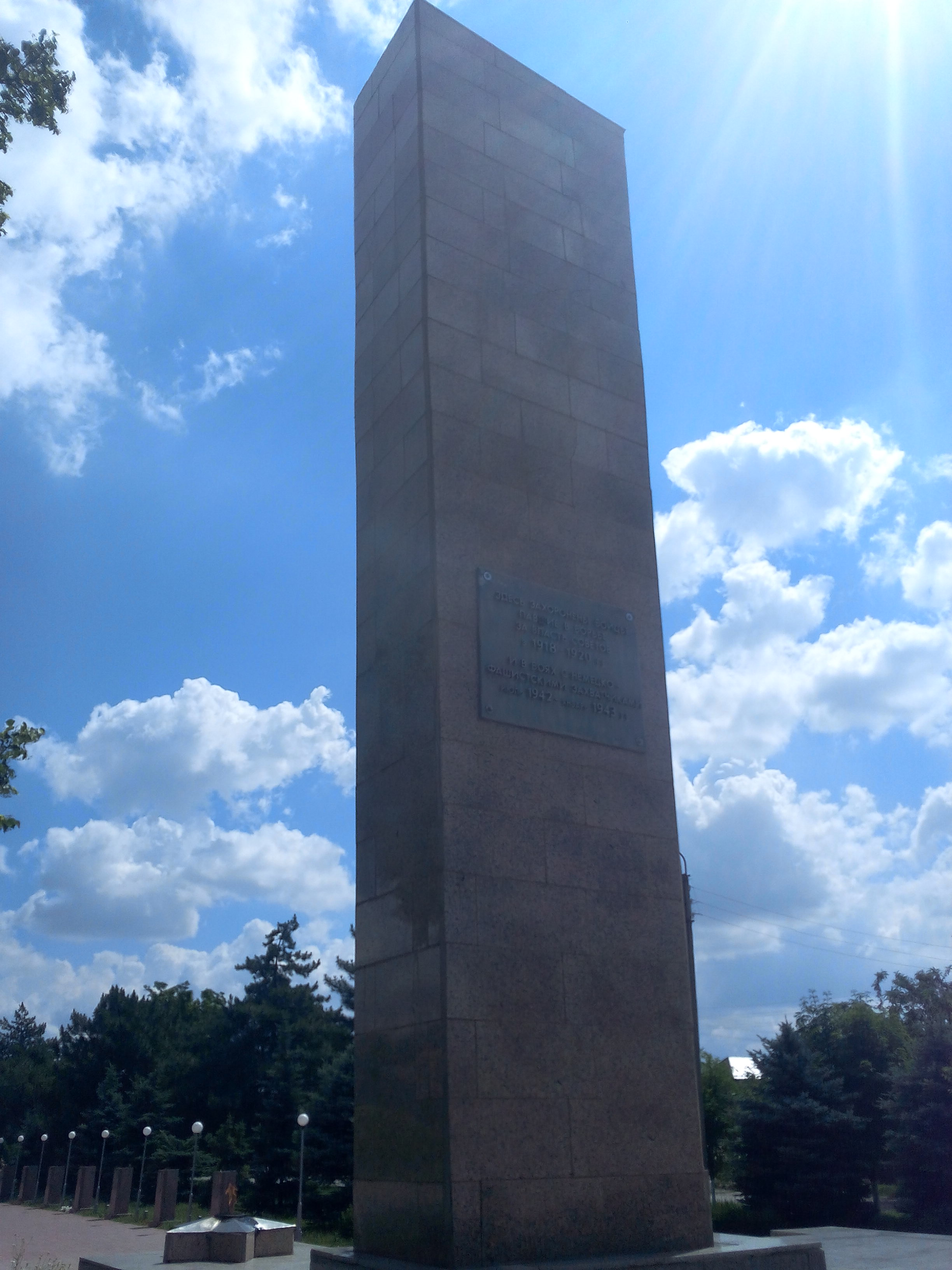
Стела памятника с обратной стороны
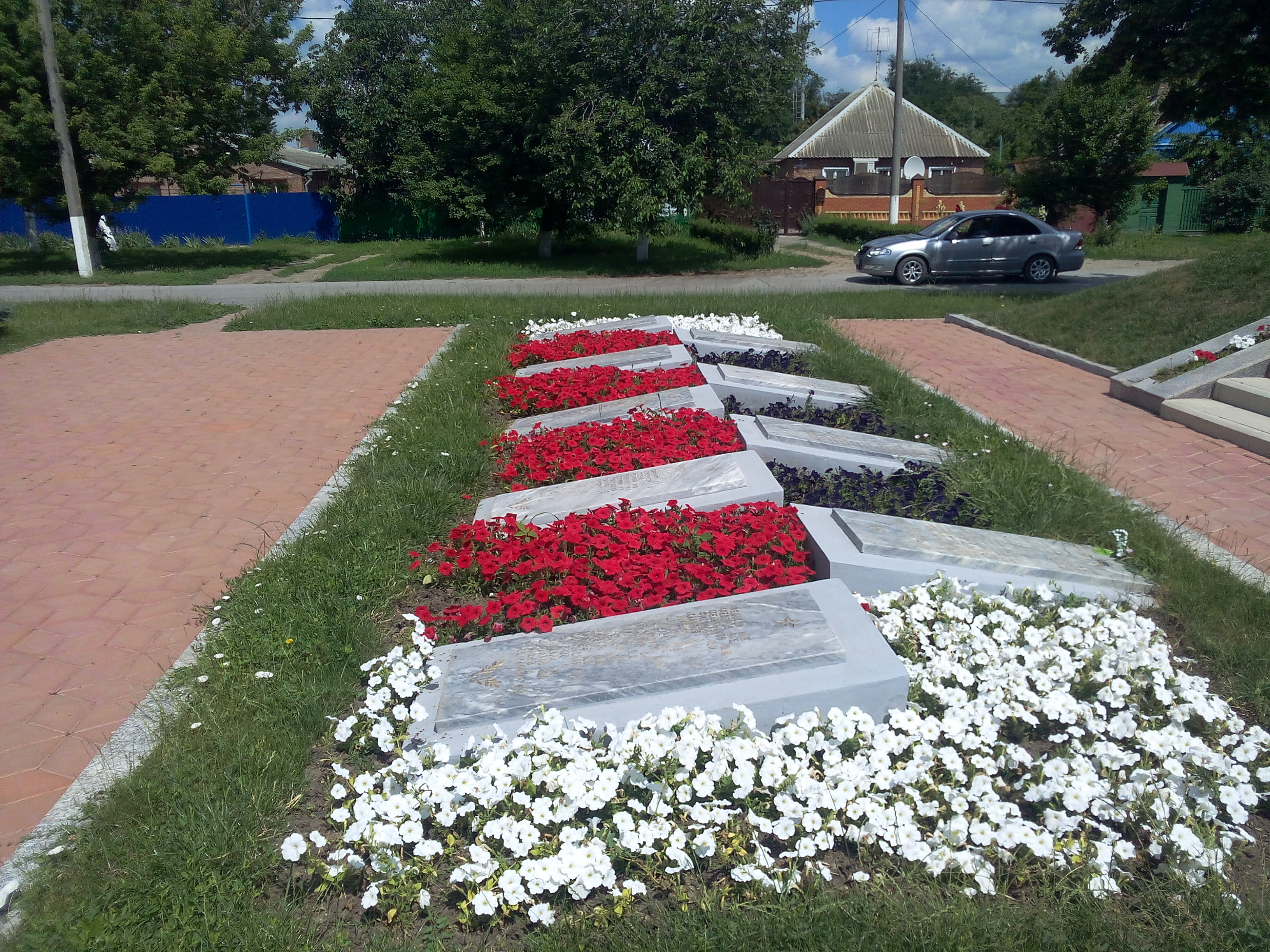
Братская могила воинов за стелой